# Cosmology@Home
Cosmology@Home ist ein auf BOINC basierendes Rechenprojekt, das von den Instituten für Astronomie und Physik an der Universität Illinois in Urbana-Champaign erstellt wurde.

## Ziele
Cosmology@Home vergleicht theoretische Modelle des Universums mit den gemessenen Daten und sucht nach dem Modell, das am besten mit den Daten übereinstimmt. 
Resultate von Cosmology@Home können helfen, zukünftige kosmologische Beobachtungen und Experimente zu entwerfen und die Analyse von zukünftigen Datensätzen (zum Beispiel vom Planck-Weltraumteleskop) vorzubereiten.

## Astrophysik
Die Modelle, die von Cosmology@Home generiert werden, können mit Messungen der Expansionsgeschwindigkeit des Universums vom Hubble-Weltraumteleskop sowie den Fluktuationen in der kosmischen Hintergrundstrahlung, vom Wilkinson Microwave Anisotropy Probe gemessen, verglichen werden. 

## Meilensteine
- 30. Juni 2007: Projekt startet für nicht-öffentlichen Alphatest
- 23. August 2007: Projekt öffnet Zulassung für öffentlichen Alphatest
- 5. November 2007: Projekt geht in die Betatest-Phase